# True North (a-ha)
True North is het elfde studioalbum van a-ha uit 2022. Het kwam uit op 21 oktober 2022, de eerste single I'm In verscheen op 8 juli 2022. Het album wordt begeleid door een film met dezelfde titel. Deze film bevat beelden van opnames van de band in het Noorse Bodø, opgenomen in november 2021, aangevuld met interviews met de bandleden en opnames van de Noorse natuur. 

## Singles van dit album
- I'm In
- You Have What It Takes
- As If